# Mike Wilson (giocatore di football americano)
Michael Ruben Wilson (Los Angeles, 19 dicembre 1958) è un ex giocatore di football americano statunitense che ha giocato nel ruolo di wide receiver per tutta la carriera con i San Francisco 49ers della National Football League (NFL). Al college ha giocato a football alla Washington State University.

## Carriera professionistica
Wilson fu scelto nel corso del nono giro (246º assoluto) del Draft NFL 1981 dai Dallas Cowboys ma fu tagliato in preseason e firmò quindi coi 49ers. Fu uno dei soli cinque giocatori a vincere tutti i quattro Super Bowl conquistati dalla franchigia nel corso corso degli anni ottanta, assieme al quarterback Joe Montana, il linebacker Keena Turner, il cornerback Eric Wright e la safety Ronnie Lott. Nella stagione accorciata per sciopero del 1987 fece registrare i massimi in carriera con 450 yard ricevute e 5 touchdown.

## Palmarès
- Super Bowl : 4

San Francisco 49ers: XVI, XIX, XXIII, XXIV
- National Football Conference Championship: 4

San Francisco 49ers: 1981, 1984, 1988, 1989

## Statistiche
| Partite totali | 137   |
| Ricezioni      | 159   |
| Yard ricevute  | 2.199 |
| Touchdown      | 15    |